# محمد آخوند گرگانی
محمد آخوند گرگانی (جرجانی) (زادهٔ ۱۲۶۱ روستای چن سولی از توابع آق قلا) فرزند عطاجئق بای از رهبران ایل ترکمن از طایفهٔ داز شاخهٔ آتابای یموت بود. در انتخابات مجلس دوم از گنبد کاووس و ایل تراکمه به نمایندگی مجلس شورای ملی انتخاب شد و از دوره ششم تا شانزدهم به‌طور پیاپی به جز دورهٔ هشتم نمایندهٔ مجلس به عنوان نمایندهٔ «دشت گرگان و یموت» بود. وی در جریان شورش استقلال‌طلبانهٔ ترکمن‌صحرا در سال‌های ۱۳۰۳–۱۳۰۵ ه‍.ش از مدافعان حکومت بود و ترکمن‌ها را به پذیرفتن خلع سلاح و شرایط دولت رضاشاه تشویق می‌کرد.